# Atylomyia chinensis
Atylomyia chinensis är en tvåvingeart som beskrevs av Zhang och Ge 2007. Atylomyia chinensis ingår i släktet Atylomyia och familjen parasitflugor.
Artens utbredningsområde är Shanxi (Kina). Inga underarter finns listade i Catalogue of Life.